# Lieutenant Commander

US Navy Kragen-, Schulter- und Ärmelabzeichen

Lieutenant Commander (Abkürzung: LCDR (USN) bzw. LtCdr (RN)) ist ein militärischer Dienstgrad vieler Seestreitkräfte im englischen Sprachraum, so insbesondere in der US Navy (USN), Royal Australian Navy (RAN) und der Royal Navy (RN).

## Dienststellung
Der Lieutenant Commander, NATO-Rangcode OF-3, ist der erste Stabsoffizierdienstgrad und somit das besoldungstechnische Äquivalent zum Korvettenkapitän der Deutschen Marine.

### Vergleich mit Deutscher Marine
Auch wenn der Lieutenant Commander den gleichen NATO-Rangcode hat wie der Korvettenkapitän der Deutschen Marine, kann man diese auf Grund der historischen Entwicklung der Dienstgrade nicht miteinander vergleichen.
Er ist als der Stellvertreter (Lehnwort des französischen lieu tenant) eines Commanders eher ein Lieutenant in herausgehobener Dienststellung und hat auf seegehenden Einheiten Dienststellungen der Art inne, wie sie in der Deutschen Marine eher Kapitänleutnanten übertragen werden, während der Korvettenkapitän im NATO-Rangsystem in englischen Übersetzungen mit Commander (Junior grade) übersetzt werden soll.

### Anrede
Während es in der United States Navy üblich ist, einen Lieutenant Commander verkürzend mit „Commander“ anzusprechen, ist dies in den Marinen Großbritanniens und der Commonwealth-Länder nicht vorgesehen. In der US-Marine entspricht der Grad einem Major in der United States Army bzw. der United States Air Force. Alle gehören der Offizierskategorie O-4 des amerikanischen Militärs an. 

### Rangabzeichen

Rangabzeichen Kapitänleutnant

Die Dienstgradabzeichen des Lieutenant Commanders zeigen drei Ärmelstreifen auf beiden Unterärmeln, die beiden äußeren Streifen sind dabei mittelbreit, während der innere schmal ist, entsprechen somit den Dienstgradabzeichen des Kapitänleutnants.
Außerdem trägt er den Mützenschirm der Lieutenants (ohne die Eichenlaubverzierung, die sogenannten „scrambled eggs“).

## Popkultur
Im Star-Trek-Universum ist Lieutenant Commander der 4. Rang in der Offizierslaufbahn der Sternenflotte der Vereinten Föderation der Planeten.